# Джон Керрі
Джон Форбс Ке́ррі (англ. John Forbes Kerry; 11 грудня 1943, Орора, Колорадо, США) — американський політик, член Демократичної партії. Із 1985 року молодший, з 2009 року старший сенатор від штату Массачусетс, голова сенатського комітету з іноземної політики.
З 21 грудня 2012 року офіційно виставлений Президентом США Бараком Обамою кандидатом на пост Державного секретаря США. Обіймав посаду Державного секретаря США з 1 лютого 2013 до 20 січня 2017 року.
З відомої американської родини Форбс, здобув привілейовану освіту. Середню освіту здобув у Швейцарії, закінчивши відому приватну школу Institut Montana Zugerberg. Уже в Єльському університеті почав цікавитися політикою і публічними промовами, взяв участь у підтримці передвиборчої кампанії президента Кеннеді, був удостоєний особистої зустрічі з президентом і його родиною. Закінчивши університет, взяв участь (1966—1970 р.р.) у В'єтнамській війні, командував річковим катером. Після третього поранення демобілізувався, брав участь у антивоєнному русі. 1972 року балотувався в сенатори, але провалився через пропаганду в пресі. Закінчив юридичну школу, працював в офісі окружного прокурора, у приватній юридичній фірмі. 1982 року був обраний заступником губернатора Массачусетсу Майкла Дукакіса. 1985 р. обраний до Сенату, 2013 р. припинив свої повноваження у зв'язку з призначенням на посаду Державного секретаря США. Був кандидатом у Президенти США від Демократичної партії на виборах 2004 року, але програв Джорджу Бушу-молодшому (поступився у 35 голосів вибірників). Після кончини сенатора Едварда Кеннеді у серпні 2009 Керрі став старшим сенатором від штату Массачусетс (пост молодшого сенатора з 25 вересня 2009 року тимчасово обіймав Пол Дж. Кірк молодший
 а з 19 січня 2010 займає політик-республіканець Скотт Браун
.

## Сім'я Керрі
Джон Керрі — друга дитина в сім'ї Річарда Джона Керрі (1915—2000) і Розмарі Ізабель Керрі (до шлюбу Форбс) (1913—2002). У Джона є дві сестри: Діана (нар. 1947) і Маргарет (Пеггі) (нар. 1941) та брат Камерон (нар. 1950), який живе у Бостоні. Камерон Керрі після одруження прийняв юдаїзм. Він юрист і призначений головним радником президента Обами у міністерстві торгівлі.
Його батько перебував на дипломатичній службі і був повіреним Бюро справ об'єднаних націй (Bureau of United Nations Affairs). Мати була медсестрою під час другої світової війни, вона походить з багатої родини Форбс. Джон народився в армійському госпіталі Фіцсімонса (Аврора, Колорадо), де його батько, як пілот-випробувач повітряного армійського корпусу та учасник Другої світової війни, проходив курс лікування від туберкульозу. Керрі повернулися додому до Массачусетса через два місяці після народження дитини.
Мати Керрі була протестанткою, а інші найближчі родичі були ревними католиками. Дитиною Джон служив при вівтарі. Хоча всій родині Керрі посміхалася фортуна, батьки Джона належали до середнього класу. Багата тітка платила за навчання Джона Керрі в елітних школах Європи і Нової Англії. Керрі проводив свої літні канікули у фамільному маєтку Форбс у Франції і там жив на широку ногу. Поки жив у США, він провів кілька літніх відпусток у маєтках Форбс на острові Наушон близько півострова Кейп-Код.
Через свою бабусю по матері Маргарет Тіндалл Вінтроп він перебуває в родинних стосунках з чотирма президентами США, включаючи Джорджа Буша-молодшого, з першою американською поетесою Анною Бредстріт, із засновником першого поселення на узбережжі Массачусетсу й першим губернатором Джоном Вінтропом і з різними королівськими і дворянськими родинами Європи, Близького Сходу і Африки.

## Батьки батька
Дослідник генеалогій Фелікс Гандекер, який працював у The Boston Globe, 2003 року встановив, що дід та бабуся Керрі мали імена Фріц Кох (Чехія) та Іда Леве (Будапешт), жили в Австро-Угорській імперії і 1900 року змінили свої імена на Фредеріка та Іду Керрі, а 1901 (або 1902) року перейшли з юдаїзму в католицтво. Старший брат Фріца Отто ще раніше 1887 або 1896 року також змінив своє прізвище на «Керрі» та відрікся від юдаїзму, імовірно, щоб уникнути насильства з боку антисемітів. Прізвище «Керрі», носіїв якого всюди сприймали за вихідців з Ірландії, було обране довільно. Згідно з сімейною легендою, Фріц й інші члени родини навмання відкрили атлас та кинули ручку на карту. Вона впала на графство Керрі в Ірландії, і так було обрано прізвище. Покинувши передмістя Відня, де вони жили з 1896 року, Фред та Іда 1905 року разом зі своїм сином Еріком емігрували до Сполучених Штатів. Спочатку вони жили в Чикаго, а з часом перебралися до Брукліна, Массачусетс 1915 року.
Село, відоме під назвою Беніш (Bennisch), де 1873 року народився Фред Кох, було в той час частиною Сілезії (Австро-Угорщина). Зараз воно називається Горні Бенешов (Horni Benešov) та розташоване в Чехії. Після вивчення родового зв'язку Керрі з його селом мер і жителі надіслали вітальний лист Джону Керрі з приводу його політичної кар'єри.
Деякий час Фред Керрі був успішним торговцем взуттям. Іда та двоє їхніх дітей: Річард (став батьком Джона Керрі) та Мілдред — змогли дозволити собі подорож до Європи восени 1921 року, повернулися вони в жовтні. Через кілька тижнів Фред Керрі оформив заповіт, залишивши все, що в нього було, Іді, і 23 листопада пройшов у душову готелю Коплі-плаза (Copley Plaza Hotel) у Бостоні, де покінчив із собою, вистріливши з револьвера в голову. Його самогубство стало новиною, яка облетіла перші шпальти газет усього Бостона, що повідомляли, що причиною стала сильна астма та пов'язані з нею проблеми зі здоров'ям. Але згідно з сучасними повідомленнями (посилаючись на сімейні джерела), причиною самогубства стали фінансові проблеми. «Він нажив три статки і, втративши третій, не зміг більше витримати» — як говорить його правнучка Ненсі Стокслагер.
Джон Керрі сказав, що хоча він і знав про те, що його предки по батькові — вихідці з Австрії, але він не знав (поки не був проінформований The Boston Globe, на підставі їхніх генеалогічних пошуків), що Фред Кох змінив своє ім'я на Фред Керрі, і що він був народжений євреєм. Як і про те, що брат Іди Керрі Отто і її сестра Дженні загинули в нацистських концентраційних таборах.

## Дитячі роки
Керрі говорив, що його першим спогадом було те, як він у трирічному віці тримався за руку матері, що плакала, у той час як вони йшли по битому склу та уламках будинку її дитинства у Сен-Бріа (Saint-Briac), Франція. Візит відбувся через 2,5 роки після звільнення Сен-Бріа від нацистів американськими військами 14 серпня 1944 року. Родинний маєток, відомий, як Ліс Ессартс (Les Essarts), було окуповано та використано під німецький штаб під час війни. Коли гітлерівці покинули його, вони розбомбили Ліс Ессартс та спалили його вщент.
Зруйнований маєток було відбудовано заново 1954 року, і його батьки часто проводили там літні канікули. Під час цих канікул Джон подружився зі своїм першим кузеном Бриком Лалонд (Bric Lalond), майбутнім соціалістом та лідером партії зелених у Франції, який був кандидатом на пост президента Франції 1981 р.
Коли його батько вирушив служити в американське посольство в Осло (Норвегія), Джона послали до Массачусетса, відвідувати заняття в пансіоні. 1957 року він навчався у школі Фессенден (Fessenden School) у східному Ньютоні, селі у Ньютоні (Newton) Массачусетс. Школа Фессенден — найстаріший у країні приватний пансіон для хлопчиків. Там він зустрів та подружився з Річардом Першинг, онуком американського генерала, учасника першої світової війни Джона Джозефа Першінга. Старший сенатор від Массачусетсу Тед Кеннеді (помер 25.08.2009) також навчався в цій школі, але на кілька років раніше, ніж Керрі.
Наступного року Джон вступив до школи святого Павла в Конкорді, Нью-Гемпшир та закінчив її 1962. Керрі вивчав мистецтво виголошувати публічні промови та почав проявляти зростаючий інтерес до політики. У свій вільний час він грав у хокей та лакрос, виступаючи за команду, капітаном якої був Роберт С. Мюллер-третій, нинішній директор ФБР. У цей час Керрі належав до членів Кейп-Кодського американо-ірландського клану Кеннеді та завдяки цьому був представлений Джону Ф. Кеннеді, Тедді Кеннеді та іншим. Керрі також грав на електричній бас-гітарі у шкільній групі The Electras, яка випустила альбом 1961 року. Були зроблені лише 500 копій — одна з них продана з аукціону eBay 2004 р. за дві з половиною тисячі доларів.
1959 року Керрі заснував товариство Джона Вінанта у школі святого Павла для обговорення злободенних питань. Товариство існує там і нині. У листопаді 1960 Керрі виголосив свою першу публічну промову на честь обрання президентом США Джона Ф. Кеннеді.

## Єльський університет
1962 року вступив до Єльського університету, що домінував у політичних науках. Закінчив університет зі ступенем бакалавра мистецтв 1966 року. Керрі грав у футбол, хокей та входив до фехтувальної команди. Додатково він брав льотні уроки.
На другому курсі Керрі став президентом Єльського політичного союзу. У числі його вчителів у цей період був професор Х. Бредфорд Вестерфільд, який був колишнім президентом політичного союзу. Його участь у політичному союзі дала йому сприятливу можливість бути причетним до таких важливих злободенних питань, як рух за захист громадянських прав і програма нових горизонтів Кеннеді. Також він входив до таємного Товариства «Череп і кістки».
Під керівництвом викладача історії та ораторського мистецтва, професора Роліньйо Остервейса, Керрі перемагав у багатьох дебатах зі студентами інших коледжів країни. У березні 1965 року під час ескалації війни у В'єтнамі він виграв премію Тен Ейк як найкращий оратор у молодшому класі за промову з критикою зовнішньої політики США. Одна з цитат його промови: «Це є спектр західного імперіалізму, якого народи Азії та Африки бояться більше, ніж комунізму, і це є самознищення.»
Протягом 4 років Керрі утримував середню оцінку в 76 балів. У перший рік його середня оцінка становила 81 бал. Як чудовий оратор, він був обраний для виголошення промови перед випуском. Темою його промови стала широка критика зовнішньої політики США, зокрема війну у В'єтнамі, у якій він незабаром візьме участь.
1962 р. Керрі був добровольцем у першій кампанії з виборів до Сенату Тедді Кеннеді. Цього літа він познайомився з Жанет Дженнінгс Аучінклосс, сестрою дружини Кенеді Жаклін Онассіс-Кеннеді. Жанет запросила Джона до їхнього маєтку — хутір Хаммерсміт на Род-Айленді. Там Керрі вперше зустрів президента Джона Ф. Кеннеді.
Як згадує Керрі, коли він розповів президентові про свій вступ до Єльського університету, Кеннеді скривився, оскільки він сам закінчив конкурента Єлля Гарвард. «Він посміхнувся мені, розсміявся і сказав: „Не турбуйся про це. Ти знаєш, я теж зараз єлець“. Президент виголосив знаменитий коментар, що він володар найкращого з двох сьогоднішніх світів: гарвардської освіти та Єльського ступеня (оскільки він отримав почесний Єльський ступінь кілька місяців тому)». Цього дня фотограф Білого дому зробив знімок Керрі, який катається на парусному човні по затоці Наррагансет з Кеннеді і його сім'єю.

## Військова служба (1966—1970)
Керрі вступив до лав резерву ВМС США у свій останній рік в університеті. Він казав, що пішов на флот після того, як призовна комісія відмовила йому у відстрочці терміном на рік для навчання у Парижі. До того ж, кілька його шкільних товаришів пішли на службу до збройних сил. Керрі почав дійсну службу після закінчення університету та служив до 1970 року, досягнувши звання лейтенанта. За час свого другого перебування у В'єтнамі Керрі був нагороджений кількома медалями, зокрема Срібною зіркою, Бронзовою зіркою і трьома Пурпуровими серцями. Його військову репутацію дуже критикували та хвалили під час його політичної кар'єри, особливо протягом невдалої для нього президентської кампанії 2004 року.

### Навчання, вступ на посаду та служба на кораблі «Грідлі»
18 лютого 1966 Керрі вступив у військово-морській резерв, а 19 серпня 1966 почав дійсну службу. 16 грудня 1966, після повних 16 тижнів школи кандидатів в офіцери військово-морського навчального центру в Ньюпорті (Род-Айленд), Керрі отримав офіцерське звання. Під час виборів 2004 року Керрі розмістив свої військові записи на своєму вебсайті та дозволив репортерам досліджувати його медичні записи. 2005 року Керрі дозволив публікувати військові та медичні записи представникам трьох організацій, але не дозволив повного публічного доступу до них.
Перші дні служби для Керрі почалися у чині енсіна (первинне флотське офіцерське звання) на борту розвідувального ракетного фрегата «Грідлі». Старший офіцер корабля описував похід так: «Ми вийшли з Сан-Дієго на в'єтнамський театр на початку 1968 року, після лише піврічної експлуатації корабля та провели більше чотирьох місяців на рятувальній службі в Тонкінській затоці, підбираючи збитих авіаторів».
Під час перебування в команді Грідлі, Керрі отримав перше призначення на посаду командира патрульного катера PCF, відомого як «швидкий катер». Ці 50-футові (15-метрові) катери мали алюмінієві корпуси, на них була слабка броня або її взагалі не було. Зате вони отримали важке озброєння і були розраховані на високу швидкість. У своїй книзі в'єтнамських спогадів, опублікованій 1986 року, Керрі заявив: «Я справді не хотів бути втягнутим у війну. Коли я був приписаний до катерів, вони були занадто невеликими для участі у війні. Вони займалися береговим патрулюванням, і я думав, що це і буду робити». Однак його другим призначенням став катер річкового патруля, службу в якому вважали найнебезпечнішою на річках В'єтнаму.
16 червня Керрі було підвищено у званні до молодшого лейтенанта. 20 червня він покинув борт «Грідлі» для навчання на швидкісних катерах на військово-десантній базі у Коронадо.

### Служба на катерах
17 листопада 1968 року Керрі прибув на службу в береговий ескадрон № 1 у бухті Камрань (Південний В'єтнам). На посаді старшого офіцера катерів Керрі очолив екіпаж із п'ятьох осіб для патрулювання у ворожій зоні. Першим його катером став PCF-94, з 6 грудня 1968 по 21 січня 1969 (коли його екіпаж було розформовано). Вони відносились до берегового дивізіону 11 в Антой (An Thoi).
30 січня 1969 року Керрі прийняв командування над іншим катером PCF-94 та його екіпажем, який він очолював, поки не відбув з Антой 26 березня 1969 року, згодом екіпаж було також розформовано.
22 січня 1969 року Керрі та кілька офіцерів зустрілися у Сайгоні з адміралом Елмо Зумвалтом, командувачем військово-морськими силами США у В'єтнамі та генералом Крейтон Абрамсом, головнокомандувачем силами США у В'єтнамі. Керрі та інші офіцери доповіли, що практика створення «зон вільного вогню» налаштовувала в'єтнамців проти США і що в операціях катерів не були виконані їхні об'єктивні цілі з припинення ліній постачання В'єтконга. Згідно з його біографом Дугласом Брінклі, Керрі та інші офіцери, що з ним приїхали, були розчаровані незацікавленістю до їхніх клопотань і все звелось лише до короткої розмови.

### Військові нагороди
Вночі 2 грудня 1968 року і рано вранці 3 грудня Керрі був на чолі екіпажу маленького катера, який діяв близько північного півострова бухти Камрань разом з катером PCF-60. Згідно зі спогадами його самого і двох членів екіпажу, Патріка Раньона та Вільяма Заладоніса, колишніх товаришів по службі, вони наштовхнулись на групу людей, що розвантажувала сампані біля переправи. Люди почали тікати і не підкорялися наказу зупинитися. Керрі і його екіпаж відкрили вогонь по сампанах та знищили їх, потім швидко відійшли по річці. Під час цієї сутички Керрі був легко поранений у ліву руку над ліктем. За це він отримав своє перше Пурпурове серце.
Друге Пурпурове серце він отримав за поранення в бою 20 лютого 1969 на річці Боде. За планом швидкі катери діяли спільно з гелікоптерами підтримки. Однак на шляху до річки Боде гелікоптери були атаковані, повернулися на базу для дозаправки і не змогли повернутися до виконання місії протягом декількох годин. Як тільки катери дісталися до річки Куалон, катер Керрі було вражено гранатою з РПГ, і осколок шрапнелі влучив у ліву ногу Керрі. Після цього вони без проблем дісталися до затоки Таїланду. Осколок досі є в нозі у Керрі — доктори лише прибрали пошкоджені тканини та наклали шви, не зробивши великого хірургічного втручання, необхідного для витягання осколка.
 Таким чином Керрі залишився у строю, не будучи госпіталізованим. Як і кілька інших поранених у той день, Керрі отримав за своє поранення Пурпурове серце.
Через 8 днів відбувся бій, за який Керрі було нагороджено Срібною зіркою. Він очолював групу з трьох катерів. Їхня місія включала доставку команди підривників та декількох десятків південнов'єтнамських солдатів для знищення ворожих сампанів, будівель та бункерів. Потрапивши в засідку, Керрі «наказав катерам розвернутися до берега та атакувати позиції В'єтконга», він «майстерно керував» вогнем з катерів та координував розгортання південнов'єтнамських військ (як зазначено в нагородній записці, підписаній адміралом Зумвалтом). Підійшовши на коротшу дистанцію, катер Керрі потрапив під вогонь з РПГ. Як тільки катер пристав до берега, в'єтконговський гранатометник вискочив з укриття та побіг геть. Стрілець на катері відкрив вогонь та поранив його в ногу. Поки інші катери, наблизившись, відкрили загороджувальний вогонь, Керрі вистрибнув на берег, наздогнав і вбив в'єтконгівця, заволодівши його вже зарядженою ракетною установкою.

Командир Джона Керрі підполковник Джордж Еліот у розмові з Дугласом Брінклі 2003 року пожартував, що не знав, що робити: віддати під суд Керрі за причалювання човна до берега без наказу чи нагородити його медаллю за порятунок екіпажу. Елліот представив Керрі до Срібної зірки, і адмірал Зумвалт приплив до Антой, щоб особисто нагородити медалями Керрі та інших матросів, які брали участь у місії. Флотський рапорт про бойові дії Керрі представлений у нагородній записі, підписаній Зумвалтом. Інформація про бойові дії задокументована в бойовому рапорті, пресрелізі, написаному 1 березня 1969 року і у зведенні подій, датованому 17 березня 1969.
13 березня 1969 року п'ять катерів поверталися зі своїх місій на базу біля річки Байхап (Bay Hap). Раніше в цей день вони брали участь у перестрілці (у якій Керрі отримав легке поранення шрапнеллю у сідницю після вибуху на рисовому полі). Також вони висадили кілька пасажирів у маленькому селі. Вони наблизилися до рибацької загаті, що являла собою дві жердини, перекинуті через річку для розвішування тенета. Одна група катерів повернула наліво, ховаючись біля берега, а група Керрі повернула праворуч уздовж берегової лінії. Як тільки ведучий катер PCF-3 перетнув загату зліва, прямо під ним вибухнула міна, буквально піднявши його у повітря.
Джеймс Рассман, радник із «зелених беретів», що перебував на борту PCF-94, вивалився за борт, коли міна або ракета вибухнула поруч з човном. Згідно з документацією, Керрі було поранено в руку, коли його кинуло вибуховою хвилею на палубу. PCF-94 повернувся до місця події, і Керрі витягнув Рассмана з води. За свої дії він отримав Бронзову зірку та третє Пурпурове серце.
Після порятунку екіпажу PCF-3 та евакуації найсерйозніше поранених матросів силами двох катерів, PCF-4 та інший катер залишилися і брали участь у порятунку підбитого катера і у ремонтно-відновлювальних роботах, після чого негайно віддалилися з місця події.

### Повернення з В'єтнаму та відставка
Після третього зареєстрованого поранення, згідно з флотським статутом, Керрі отримав право на перепризначення з бойової служби. Записи флоту показують, що Керрі вибрав призначення на службу помічником у Бостоні, Нью-Йорку або у Вашингтоні.
26 березня 1969 року, після закінчення останнього нічного патрулювання, Керрі було переведено до Камрань. Він пробув там 5—6 днів в очікуванні наказів і на початку квітня залишив В'єтнам. 11 квітня 1969 він доповів про прибуття на Бруклінську базу військово-морської транспортної служби, де він і служив того року як ад'ютант контр-адмірала Волтера Шлехта. 1 січня 1970 Керрі отримав звання лейтенанта. Керрі погодився продовжити службу з грудня 1969 до серпня 1970 відповідно до наказу про службу на катерах,
 але в січні 1970 він просив прийняти його передчасну відставку для участі в передвиборчій кампанії до Конгресу. Його прохання було задоволене, і 1 березня 1970 він пішов у відставку.
Керрі перебував на дійсній службі на флоті з серпня 1966 до січня 1970. Він продовжив службу в резерві флоту до лютого 1978 року. Війна забрала життя п'ятьох друзів Керрі, серед них був його однокласник Річард Першинг, убитий у бою 17 лютого 1968.

### Суперечка навколо військової біографії Керрі
Під час президентської кампанії 2004 року близько двохсот ветеранів В'єтнамської війни об'єдналися у групу «Ветерани катерів за правду», згодом перейменовану у «Ветерани катерів та військовополонені» (SBVT). Група організовувала прес-конференції, запустила рекламну кампанію та випустила книгу, де висловлювалися сумніви щодо службових записів та військових нагород Керрі. Однак прихильники точки зору про бездоганну службу Керрі, до числа яких входили майже всі бійці з його екіпажу, заявили, що звинувачення з боку SBVT безпідставні.

## Антивоєнна діяльність (1970—1971)
Після повернення до США Керрі примкнув до організації «В'єтнамські ветерани проти війни» (VVAW), яка налічувала 20 тисяч членів. Організацію вважали (зокрема й адміністрація президента Ніксона) як важливу частину антивоєнного руху.
22 квітня 1971 року Керрі став першим в'єтнамським ветераном, який дав свідчення перед конгресом про війну, коли сенатський комітет заслуховував можливі пропозиції після її закінчення. Він усе ще перебував у резерві флоту та мав звання лейтенанта молодшого рангу. Одягнувши на себе зелену форму і нагородні стрічечки, він о 2:00 виступив перед сенатським комітетом у закордонних справах на Фулбрайтівських слуханнях, названих за ім'ям голови процедури, сенатора Дж. В. Фулбрайта. Свій виступ Керрі почав з підготовленої промови, у якій представив висновки зі «слідства зимових солдат», а потім звернувся до питань великої політики.
Наступного дня Керрі разом з вісьмома сотнями ветеранів брав участь у демонстрації з повернення нагород уряду. Морський піхотинець Джек Сміт прочитав заяву, у якій пояснювалися причини цих дій. Понад дві години розгнівані ветерани кидали свої медалі, орденські стрічки, кашкети, мундири та військові папери на перила передніх сходів Капітолія, показуючи таким чином своє неприйняття війни. Кожний учасник називав своє ім'я, місто, посаду та вимовляв заяву. Керрі також кинув свої нагороди та заявив: «Я роблю це не через гарячковість, а заради миру, законності, намагаючись пробудити цю країну і тільки задля цього». Документальний фільм: «Сер! Ні, сер!» включає архівні плівки з участю Керрі в демонстрації: він один з декількох молодих людей, що кинули речі на перила.
З огляду на те, що Керрі був нагородженим ветераном, що стояли проти офіційної позиції уряду, він часто давав інтерв'ю радіомовленню та друку. Він зумів використати ці випадки, щоб донести теми своїх свідчень перед Сенатом до широкої аудиторії.
Наприклад, Керрі неодноразово з'являвся у шоу Діка Каветта на каналі АВС. В одній із програм Каветта (30 червня 1971) у суперечці з Джоном О'Нейлом Керрі заявив, що деякі політичні нововведення, прийняті американськими військовими лідерами у В'єтнамі, такі, як зони, вільні від вогню, і спалювання будинків мирних жителів, суперечать законам війни. Газета «Вашингтон стар» (6 червня 1971) помістила розповідь Керрі про те, як він та інші офіцери катерів були розчаровані контрастом між тим, що вони бачили на власні очі, і тим, що говорили їм лідери. «Тоді я зрозумів, що ніколи не зможу зберігати мовчання про реальний стан справ у В'єтнамі.»
На NBC у телепередачі Meet the Press («укр. зустріч з пресою») 1971 р. Джону Керрі було задане питання, чи робив він особисто жорстокості у В'єтнамі. Керрі відповів:
| | \| Це були всі види жорстокостей, і я хотів сказати так, так брав участь у деякій їх частині, як і тисячі солдатів, замішаних у цьому. Я брав участь у стрілянині у зонах вільних від вогню. Я вів беспокоячий вогонь та вогонь на заборону. Я використовував кулемети 50-го калібру, якими ми були оснащені та уповноважені застосовувати, які були нашою єдиною зброєю проти людей. Я брав участь у пошуку та знищенні ворогів, у спалюванні сіл. Все це суперечило законам ведення війни та женевським конвенціям, і все це проходило відповідно до політики, письмово започаткованої на самих верхах американського уряду. І я вважаю, що люди, які придумали ці зони, вільні від вогню, люди, що віддавали нам накази, люди, які замовчували бомбардування територій, я думаю, що відповідно до букви закону (згідно з якою було засуджено лейтенанта Коллі) ці люди є військовими злочинцями. \| Оригінальний текст (англ.) There are all kinds of atrocities, and I would have to say that, yes, yes, I committed the same kind of atrocities as thousands of other soldiers have committed in that I took part in shootings in free fire zones. I conducted harassment and interdiction fire. I used 50 caliber machine guns, which we were granted and ordered to use, which were our only weapon against people. I took part in search and destroy missions, in the burning of villages. All of this is contrary to the laws of warfare, all of this is contrary to the Geneva Conventions and all of this is ordered as a matter of written established policy by the government of the United States from the top down. And I believe that the men who designed these, the men who designed the free fire zone, the men who ordered us, the men who signed off the air raid strike areas, I think these men, by the letter of the law, the same letter of the law that tried Lieutenant Calley, are war criminals. |
| Це були всі види жорстокостей, і я хотів сказати так, так брав участь у деякій їх частині, як і тисячі солдатів, замішаних у цьому. Я брав участь у стрілянині у зонах вільних від вогню. Я вів беспокоячий вогонь та вогонь на заборону. Я використовував кулемети 50-го калібру, якими ми були оснащені та уповноважені застосовувати, які були нашою єдиною зброєю проти людей. Я брав участь у пошуку та знищенні ворогів, у спалюванні сіл. Все це суперечило законам ведення війни та женевським конвенціям, і все це проходило відповідно до політики, письмово започаткованої на самих верхах американського уряду. І я вважаю, що люди, які придумали ці зони, вільні від вогню, люди, що віддавали нам накази, люди, які замовчували бомбардування територій, я думаю, що відповідно до букви закону (згідно з якою було засуджено лейтенанта Коллі) ці люди є військовими злочинцями. | |

### Операція POW
Виступи Керрі перетворили його на лідера й оратора антивоєнних акцій, що прокотилися країною 1971 р. Однією з них стала операція POW, організована VVAW у Массачусетсі. Протест отримав свою назву від групи американців, що були в полоні у Північному В'єтнамі, серед яких були заслужені військові.
Метою акції була спроба пов'язати антивоєнний активізм з темою патріотизму, пробудити дух американської революції та Пола Ревіра. Після Дня пам'яті ветерани та інші учасники пройшли маршем по Конкорду до місця збору в центральному парку Бостона (Boston Common). За планом учасники повинні були провести ніч на місці битви при Лексінгтоні та Конкорді, потім на місці битви при Банкер-Гілле. Кульмінацією акції повинно було стати публічне читання декларації незалежності.
Під час другої ночі маршу 29 травня 1971 Керрі був уперше заарештований під час спроби учасників маршу розбити табір на сільському полі Лексингтона. О 2.30 ночі місцева поліція разом з поліцією штату розбудили та заарештували 441 демонстранта, включаючи Керрі, за перетин території. Згідно з правом Міранди їм усім були зачитані їхні права, після чого їх перевезли на шкільних автобусах до лексінгтонського гаража громадських робіт, де вони і провели залишок ночі. Керрі та інші учасники акції заплатили по 5 доларів, після чого були звільнені. Масовий арешт згуртував учасників та надав позитивний вигляд VVAW.
Незважаючи на свою роль в операції POW та інших акціях VVAW, Керрі остаточно вийшов з організації через розбіжності з керівництвом. Пізніше його критикували VVAW.

## Рання політична кар'єра

### Вибори до Конгресу 1972р.

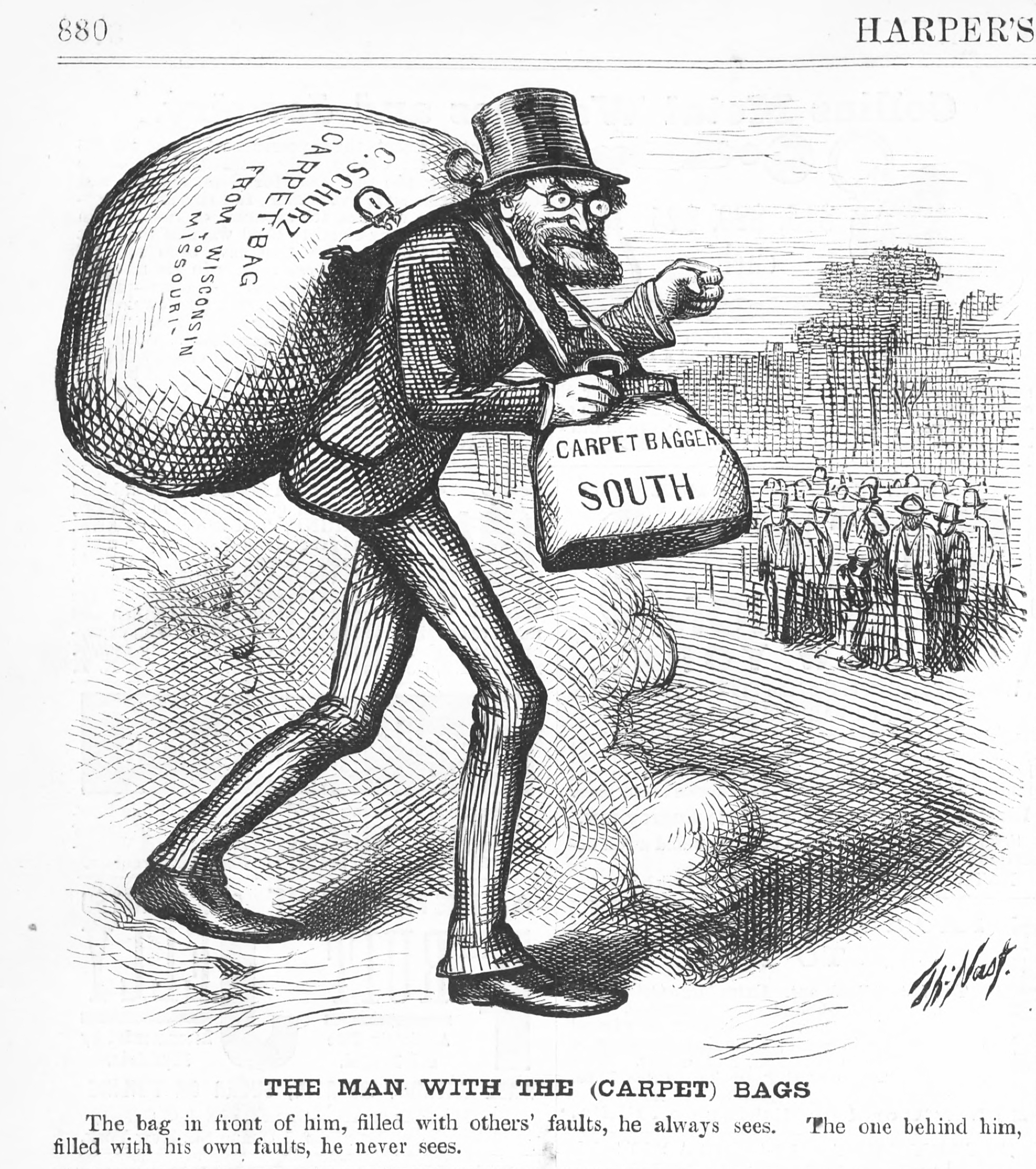
Карикатура 1872 р., зображає саквояжників (Carpetbagger)

У лютому 1972 дружина Керрі Джулія купила будинок у Вустері після запуску в іншому районі виборчої кампанії Керрі до Конгресу. Завдяки наявності нового місця проживання у Массачусетсі Керрі міг розпочати виборчу кампанію в Конгрес, спрямовану проти нинішнього конгресмена демократа Гарольда Д. Донох'ю. Замість цього подружжя Керрі орендували квартиру в Лоуеллі. Конгресменом від цього округу був республіканець Ф. Брадфорд Морс, який збирався піти у відставку.
Разом з Керрі на первинних виборах-1972 від демократичної партії брали участь 10 кандидатів. Одним з них був депутат палати представників від Лоренса Ентоні Р. ДіФрускіа. Обидва кандидати зверталися по радіо з однієї будівлі. У переддень первинних виборів у вересні поліція виявила в підвалі будівлі, де проходили телефонні лінії, молодшого брата Керрі Камерона та главу виборчого штабу Керрі Томаса Дж. Валлелі. (Обом було всього по 22 роки). Поліція заарештувала та звинуватила їх у «зломі та проникненні з наміром вчинити крадіжку», справу було припинено через рік. Під час інциденту ДіФрускіа заявив, що вони намагалися порвати його бюлетені для голосування. Валлелі та Камерон Керрі заявили, що вони лише перевіряли їх власну телефонну лінію, оскільки вони отримали анонімний дзвінок з попередженням, що телефонні лінії Керрі будуть перерізані.
Хоча повідомлення про арешт у день виборів пошкодило виборчій кампанії Керрі, він переміг на первинних виборах, відірвавшись від депутата штату Пола Дж. Шихі. Третє місце зайняв ДіФрускіа. Керрі програв у Лоуренсе та Лоуелл, головних базах своїх супротивників, але переміг у 18 з 22 міст округу.
На головних виборах Керрі спочатку випереджав республіканського кандидата Пола В. Кроніна та незалежного кандидата Роджера П. Дуркін. Однак проти Керрі виступила провідна газета округу, консервативна «Сан», яка випускала критичні статті про його діяльність за межами штату та називала його «саквояжником» (Carpetbagger), оскільки він переїхав до округу лише у квітні. (Так жителі півдня називали політиків-республіканців з Півночі, які приїздили на переможений Південь з дорожніми мішками. Таких людей жителі півдня розглядали як грабіжників.) А після цього вибухнув Вотергейтський скандал. Записи Овального кабінету Білого дому показали, що поразка кандидатури Керрі привернула увагу президента Ніксона. 

За 4 дні до голосування Дуркін зняв свою кандидатуру, закликавши виборців підтримати Кроніна, який і переміг на виборах. Цей округ був єдиним у країні, у якому переміг республіканський кандидат до Палати представників, при тому, що на президентських виборах у ньому спромігся перемогти ліберальний демократичний кандидат — сенатор Джордж Макговерн.

### Бостонська юридична школа та початок кар'єри юриста (1972—1982)
Після поразки на виборах 1972 року Керрі та його дружина купили будинок у Лоуеллі. Певний час він працював збиральником коштів у міжнародній благодійній організації «Cooperative for Assistance and Relief Everywhere (CARE).» Він вирішив, що найкращий шлях продовження суспільного життя — вивчати закон. У вересні 1972 він вступив до Бостонської юридичної школи (Boston College Law School.) У липні 1973 під час закінчення школи Керрі був призначений виконавчим директором асоціації адвокатів Массачусетсу Mass Action.
1976 р. він отримав ступінь доктора юриспруденції Juris Doctor (J.D.) у коледжі Бостона. Під час навчання він виконував обов'язки обвинувача-стажиста в офісі Джона Дж. Дронов окружного прокурора округу Міддлсекс. Після складання іспиту на звання адвоката та будучи запрошеним на роботу в Массачусетську адвокатуру 1976 року він прийшов працювати в той же офіс як обвинувач на повну ставку.
У січні 1977 Дронов підвищив його на посаді до першого заступника окружного прокурора. На цій посаді Керрі грав подвійну роль. По-перше, він розслідував справи, домагався звинувачень у справах про зґвалтування з обтяжливими обставинами та у справах про вбивства. По-друге, він займався адміністративною роботою в офісі, сприяючи створенню спеціальних кримінальних відділів, створюючи програми щодо поводження з жертвами зґвалтувань, жертвами та свідками інших злочинів та складаючи судовий календар для відображення пріоритетних справ. Перебуваючи в цій ролі, Керрі оголосив про розслідування можливих кримінальних звинувачень проти сенатора Едварда Брука, відзначаючи «помилкові заяви» в його першому шлюборозлучному процесі.
1979 року Керрі пішов з офісу окружного прокурора, щоб створити приватну юридичну фірму разом з іншим колишнім прокурором. Незважаючи на свою успішну приватну юридичну практику, Керрі все ще цікавився публічною діяльністю. Він почав виборчу кампанію з висунення на пост заступника губернатора Массачусетсу та отримав важку перемогу на первинних демократичних виборах 1982 р. Перебуваючи у списку кандидатів разом із кандидатом у губернатори Майклом Дукакісом, Керрі легко переміг на головних виборах.

### На посаді заступника губернатора (1982—1985)
У власника посади заступника губернатора мало обов'язків. Однак Дукакіс направляв додаткові справи на розгляд Керрі. Зокрема, завдяки своєму інтересу до проблем захисту довкілля, Керрі вельми захопився питанням кислотних дощів. Його робота сприяла прийняттю резолюції від 1984 року Національної асоціації губернаторів (National Governors Association), яка у свою чергу послужила предтечею поправкам від 1990 року, внесеним до Акту про чистоту повітря (Clean Air Act).
Під час своєї кампанії Керрі заявляв, що плани з евакуації у разі ядерної війни «удавання, націлене на обман американців, щоб запевнити їх, що вони зможуть пережити ядерну війну». Перебуваючи на посаді заступника губернатора, він одного разу написав указ, що засуджує планування подібного роду. Дукакіс підписав указ, незважаючи на втрату своїх шансів на обрання президентом.

### Обрання до Сенату

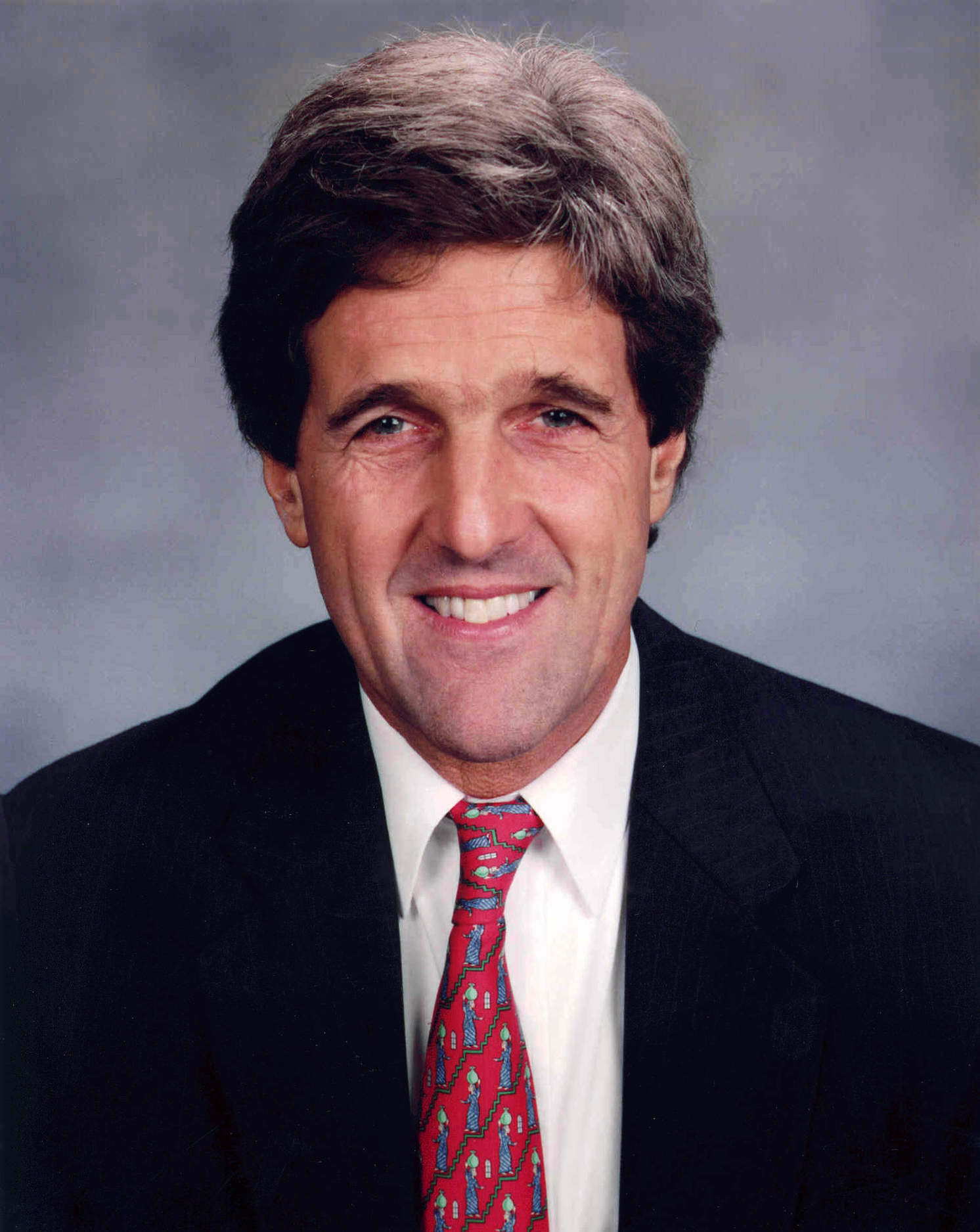
Ранній сенатський портрет Джона Ф. Керрі

Молодший сенатор від штату Массачусетс Пол Цонгас оголосив 1984 р., що, з огляду на проблеми зі здоров'ям, він залишає свій пост. Керрі вирішив зайняти його місце. Як і на виборах на пост заступника губернатора 1982 року він не отримував підтвердження від партійної організації демократів штату. Але, як і 1982 р., він переміг на первинних виборах. У своїй передвиборчій кампанії звертався до ліберальних цінностей разом з обіцянкою встановити жорсткий контроль над бюджетом. Він був обраний до Сенату як демократичний кандидат, незважаючи на загальну національну підтримку Республіканської партії під час переобрання президента-республіканця Рональда Рейгана, який переміг у Массачусетсі з невеликим відривом. У своїй промові після оголошення результатів Керрі заявив, що його особиста перемога на виборах означає, що народ Массачусетсу «твердо відкидає політику егоїзму та думки про те, що з жінками треба поводитися як з другосортним шаром громадян». Керрі було приведено до присяги сенатора в січні 1985 року.

## На посту сенатора (1985— дотепер)

### Розслідування у справіІран-контрас
18 квітня 1985 року, за кілька місяців після свого вступу на посаду сенатор Керрі разом з сенатором Томом Харкін з Айови вирушили до Нікарагуа та зустрілися з президентом країни Даніелем Ортегою. Хоча Ортега і був обраний на демократичних виборах, поїздку сенаторів критикували, оскільки лівий режим Ортеги був сильно пов'язаний з Кубою та СРСР. Урядові сандиністів протистояли правоналаштоване ЦРУ та повстанці, відомі як контрас. Перебуваючи в Нікарагуа, обидва сенатори спілкувалися з обома сторонами конфлікту. Через їх посередництво Ортега запропонував угоду про припинення вогню взамін на призупинення підтримки контрас з боку США. Адміністрація Рейгана відкинула цю пропозицію як «пропагандистську ініціативу», розраховану на те, щоб вплинути на голосування з приводу суми у 14 мільйонів доларів, призначеної для допомоги повстанцям. Керрі відповів: «Я готовий прийняти ризик, перевіряючи добру волю сандіністів». Сенат проголосував за виділення повстанцям цієї суми, але Ортега полетів до Москви, отримавши на наступний день позику у 200 мільйонів доларів. У відповідь Сенат негайно вирішив передати ще понад 27 мільйонів допомоги, передача пройшла через шість тижнів.

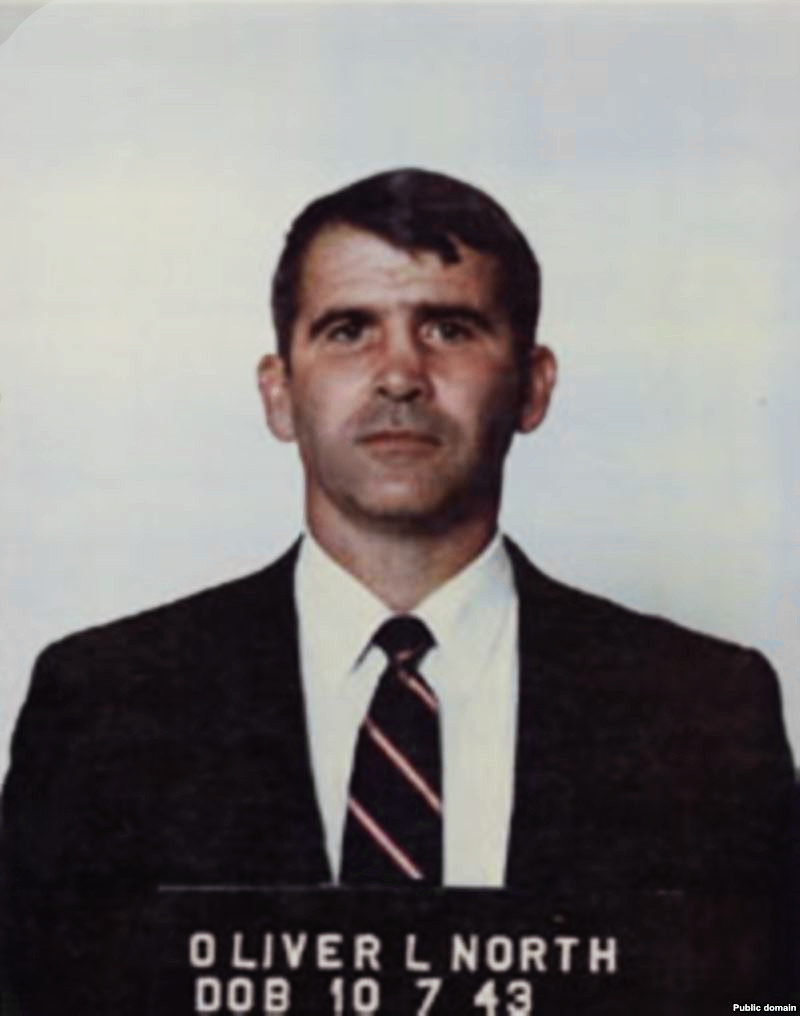
Знімок Олівера Норта після його затримання

У квітні 1986 Керрі та Крістофер Додд, сенатор-демократ від штату Коннектикут, запропонували внести до програми слухань, проведених комітетом Сенату з іноземних відносин, розгляд звинувачень на адресу контрас, пов'язаних з трафіком марихуани та кокаїну. Голова комітету, сенатор-республіканець Річард Г. Лугар від штату Індіана, погодився з їхньою пропозицією.
Тим часом штаб Керрі почав власне розслідування і 14 жовтня випустив рапорт з викриттями нелегальної діяльності з участю підполковника Олівера Норта, який установив приватну мережу, що включала Раду національної безпеки і ЦРУ у цілях доставлення військового спорядження правоналаштованим нікарагуанським повстанцям (контрас). У результаті Норт і деякі члени президентської адміністрації були звинувачені в рапорті Керрі у нелегальній підтримці та постачаннях озброєним ополченцям, які здійснювалися без підтримки Конгресу. Розслідування штабу Керрі тривало близько року, було засновано на допитах 50 неназваних джерел і в підсумку порушило «серйозні питання: чи дотримувалися Сполучені Штати закону у своїй підтримці контрас протягом останніх трьох років.»
Рапорт комітету Керрі встановив, що «ланки ланцюга наркотрафіку контрас включали… виплати наркоперевізникам з коштів, які департамент з фінансів США виділяв для гуманітарної допомоги контрас по вирішенню Конгресу» (всього Мінфін США передав понад $ 806,000). Деяким наркоперевізникам правоохоронними агентствами США були пред'явлені звинувачення, пов'язані з наркозлочинами, інші перебували під активним слідством, проведеним цими ж агентствами.. Проте відкриття Керрі породили лише незначну реакцію в засобах масової інформації та в офіційному Вашингтоні.
Рапорт Керрі став предтечею справи Іран-контрас. 4 травня 1989 Норт був засуджений за трьома звинуваченнями, пов'язаними з цією справою. 16 вересня звинувачення були зняті після розгляду апеляції.

### Керрі та адміністраціяДжорджа Буша-старшого
15 листопада 1988 на сніданку бізнесменів у східному Лінні Керрі пожартував на адресу обраного президента Джорджа Буша-старшого та його помічника: "Якщо Буша застрелять, у Секретної служби є наказ пристрелити Дена Квейла."Наступного дня він вибачився.

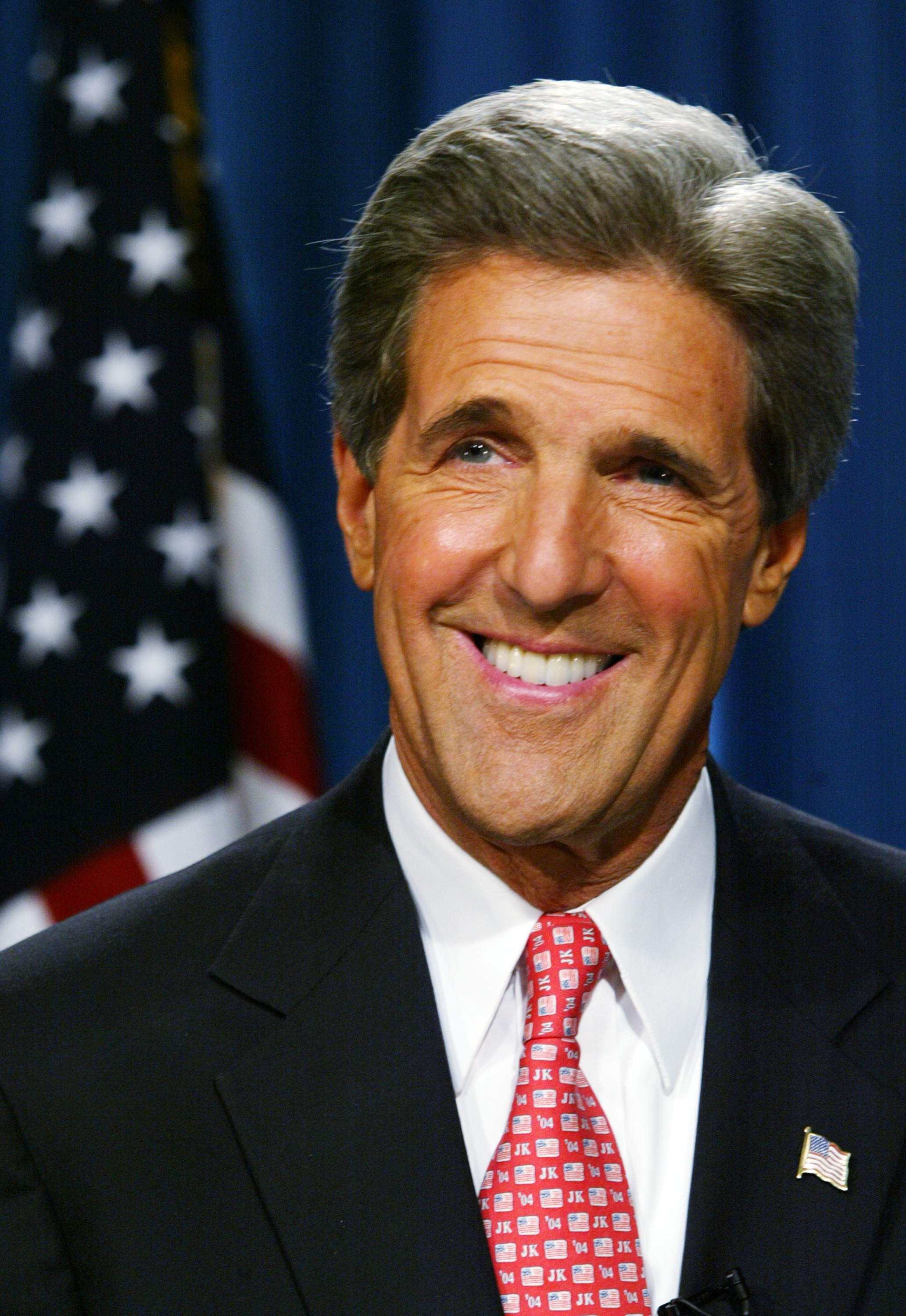
Сенатський портрет Джона Керрі

Під час свого розслідування діяльності Норьєги штаб Керрі припустив, що розташований у Пакистані банк міжнародного кредиту та комерції (BCCI) сприяє наркотрафіку Нор'єги та відмиванню грошей. Через ці висновки проти банку почалося слідство, його було закрито 1991. У грудні 1992 Керрі та сенатор-республіканець з Колорадо Генк Браун випустили доповідь «Афера BCCI» (The BCCI Affair), присвячену цьому скандалу.
Згідно з доповіддю банк працює з терористичними організаціями, включаючи Абу-Нідаля. Це скомпрометувало департамент юстиції, казначейство, митну службу, федеральний резервний банк, також впливових лобістів та ЦРУ.
Керрі критикували деякі демократи за переслідування членів своєї партії, зокрема колишнього міністра оборони Кларка Кліффорда, хоча республіканці твердили, щоб Керрі жорсткіше тиснув на декількох демократів. Пізніше скандал у справі банку BCCI було розглянуто в офісі окружного прокурора Манхеттена.

### Переобрання
1996 під час переобрання Керрі зустрівся з сильним противником — популярним губернатором Массачусетса Вільямом Велденом, який у 1994 переобрався, набравши 71 % голосів. Передвиборча боротьба за це крісло стала однією з найбільш наполегливих сенатських передвиборчих перегонів того року. Керрі та Велден брали участь у кількох дебатах. Зустрівшись в особняку Керрі на Бікон-Гіллі, суперники уклали угоду про максимальну суму витрат у 9 мільйонів доларів на передвиборчі кампанії. Однак обидві сторони перевищили цю цифру, що породило взаємні звинувачення у тому, хто ж першим порушив угоду. Немає доказів, що саме завдяки цього Керрі відірвався від противника. Під час виборчої кампанії Керрі коротко виступив на національній демократичній конференції. Сенатор Керрі переміг, набравши 53 відсотки голосів, Велден набрав 45. Згідно «Newsweek», під час президентських виборів 2004 Карл Роув, Карен Гагс та інші старші співробітники виборчого штабу Буша задавали Велден питання під час дебатів та агітацій, спрямованих проти Керрі.
На президентських виборах 2000 кандидат у президенти від демократичної партії Альберт Гор вніс Керрі до списку можливих кандидатів у віце-президенти, разом з сенатором від Північної Кароліни Джоном Едвардсом, сенатором від Індіани Еваном Беєм, конгресменом від Міссурі Річардом Герхардтом, губернатором Нью-Гемпшира Джоанною Шаєнн та сенатором від Коннектикута Джоєм Ліберманом, якого Гор, зрештою, і вибрав. Незважаючи на це, Керрі продовжував виступати у виборчій кампанії від особи Гора і Лібермана аж до дня виборів.

### Політичні погляди Керрі
Згідно більшості аналізів голосувань Керрі, він належить до лівих.
Під час президентських перегонів 2004 року він був представлений як стійкий ліберал деякими консервативними групами та членами виборчого штабу Буша, який часто заявляв, що Керрі — головний сенатський ліберал, згідно зі списком National Journal. Проте подібна заява було засновано лише на даних минулого року, у той час як згідно з результатами кар'єри Керрі національний журнал відвів йому лише 11-е місце серед найбільших лібералів Сенату. Більшість аналізів показують, що Керрі лише трохи ліберальніший за типового сенатора-демократ. Наприклад, Кейт Т. Пул з Г'юстонського університету знайшов, що Керрі всього лише 24-й з найліберальніших сенаторів.
Керрі заявляв, що він виступає проти приватизації програми соціальної безпеки Social Security (United States), підтримує право на аборт для дорослих жінок і для неповнолітніх, підтримує ідею громадянського шлюбу для одностатевих пар, виступає проти смертної кари (виключаючи терористів), підтримує більшість законів про контроль над зброєю і, загалом, підтримує торговельні угоди. Керрі підтримав північноамериканську угоду про вільну торгівлю та статус найбільшого сприяння для Китаю, але виступив проти центральноамериканської угоди про вільну торгівлю.
У липні 1997 Керрі приєднався до колег по Сенату, які голосували проти ратифікації Кіотського протоколу з глобального потеплення, без обмежень по передачі газу для націй, що вважаються країнами, що розвиваються, включаючи Китай та Індію. Після цього він розкритикував на президента Буша, звинувачуючи його у протистоянні міжнародним зусиллям у боротьбі з глобальним потеплінням.

### Ставлення до Іраку
У 1991 році під час дебатів з приводу війни У Перській затоці Керрі спочатку виступив проти негайного застосування сили з тим, щоб вигнати іракських солдатів з Кувейту. ООН ввела у дію санкції, спрямовані проти Іраку, і Керрі доводив, що санкції можуть дати більше часу для роботи.
14 грудня 2001 року, через три місяці після терористичних атак 11 вересня, Керрі заявив на ток-шоу Ларрі Кінга: 
|  | Я вважаю абсолютно ясним те, що ми повинні підтримувати глобальний тиск на тероризм. У будь-якому випадку він не закінчиться після Афганістану. І я думаю, президент дав ясно зрозуміти це. Я думаю, ми повинні дати ясно зрозуміти це. Тероризм є глобальна загроза. Це бич. І для нас абсолютно необхідно продовжувати протистояння, зокрема проти Саддама Хусейна. |

На питання про види зброї, що є у руках Хусейна, Керрі відповів 9 жовтня 2002, перед війною: «Згідно з доповіддю ЦРУ, всі американські експерти з розвідки згодні з тим, що Ірак намагається отримати ядерну зброю. Ясно, що Саддам Хусейн хоче її розробити». Керрі також заявив: 
|  | Я голосував за додання президенту та Сполученим Штатам повноважень використовувати силу, якщо необхідно обеззброїти Саддама Хусейна. Я вважаю, що згубний арсенал зброї масового знищення у його руках — це реальна та серйозна загроза для нашої безпеки. |

У 2003 році Буш, покладаючись на цю резолюцію, віддав наказ про вторгнення до Іраку. 23 січня Керрі виступив з промовою в університеті Джорджтауна: «Безсумнівно, ми повинні роззброїти Саддама Хусейна. Він жорстокий, кривавий диктатор, що стоїть на чолі деспотичного режиму. Він являє собою особливо небезпечну загрозу, оскільки він схильний до прорахунків. Загроза від Саддама Хусейна, оснащеного зброєю масового поразки, цілком реальна». Однак Керрі попередив адміністрацію, щоб вони не починала війни, поки не будуть вичерпані всі дипломатичні засоби. «Пане президенте, не поспішайте з війною, дайте час для утворення коаліції. Виграти війну не складно, важко добитися миру». 2004 року Керрі заявив: «Саддам Хусейн був жорстоким диктатором, і він дійсно заслужив своє місце у пеклі. Але все ж це не привід починати війну. Замість диктатора ми отримали хаос, що принесе Америці ще більшу загрозу».
Після вторгнення до Іраку, коли зброя масового ураження так і не було знайдено, Керрі критикував президента Буша, стверджуючи, що той ввів країну в оману. «Коли президент Сполучених Штатів дивиться на вас і говорить вам щось, у цьому має бути хоч трохи правди».

### Участь у діяльності Сенату
Під час своєї сенатської кар'єри Керрі виступав ініціатором або учасником випуску десятків актів конгресу. Деякі з його найвідоміших актів присвячені проблемам малого бізнесу, освіти, тероризму, ветеранів, питань про військовополонених та зниклих безвісти, захисту морських ресурсів та іншим темам. У грудні 2004 на підставі 11 його актів були випущені закони. 

З 1991 по 1993 Керрі очолював спеціальний обраний сенатський комітет у справах військовополонених та зниклих безвісти. Доповідь комітету, підтверджена Керрі, встановила, що «немає доказів, що засвідчують присутність живих американців у полоні у південно-східній Азії». У 1994 році завдяки зусиллям Керрі та в'єтнамського ветерана сенатора МакКейна Сенат випустив резолюцію, яка пропонує покінчити з чинним торговим ембарго проти В'єтнаму, готуючи ґрунт для нормалізації відносин. У 1995 році президент Білл Клінтон встановив дипломатичні відносини між В'єтнамом та США. 

З 1987 по 1993 Керрі був головою сенатського демократичного комітету з виборчих кампаній. У 2009 Керрі бере участь у діяльності чотирьох сенатських комітетів і 12 підкомітетів:
- Комітет з комерції, транспорту та науки[en]
  - Підкомітет у справах авіації, безпеки та охорони[en]
  - Підкомітет з комунікацій, технології та інтернету[en] (Голова)
  - Підкомітет з конкуренції, інновацій та просуванню експорту[en]
  - Підкомітет з океанів, атмосфери, рибальства та берегової охорони[en]
  - Підкомітет з науки та космосу[en]
  - Підкомітет з наземного транспорту та інфраструктури торгового флоту, охорони та безпеки[en]
- Комітет з фінансів[en]
  - Підкомітет з охорони здоров'я[en]
  - Підкомітет з енергії, натуральних ресурсів та інфраструктурі[en]
  - Підкомітет з міжнародної торгівлі, митниці та глобальної конкуренції[en]
- Комітет з міжнародних відношень[en] (Голова)
- Комітет з малого бізнесу та підприємництва[en]
- Комісія з безпеки та співробітництва у Європі

## Президентська кампанія 2004

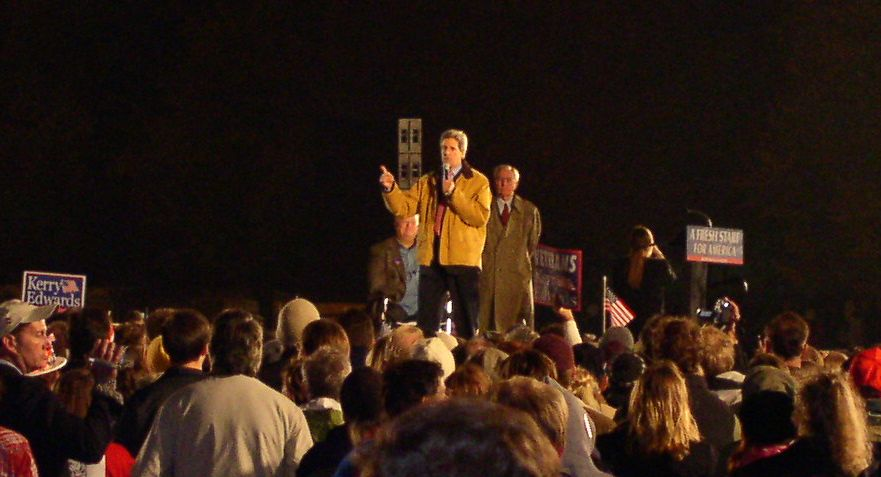
Джон Керрі, Волтер Мондейл і Макс Кліленд в Міннеаполісі, 21 жовтня 2004

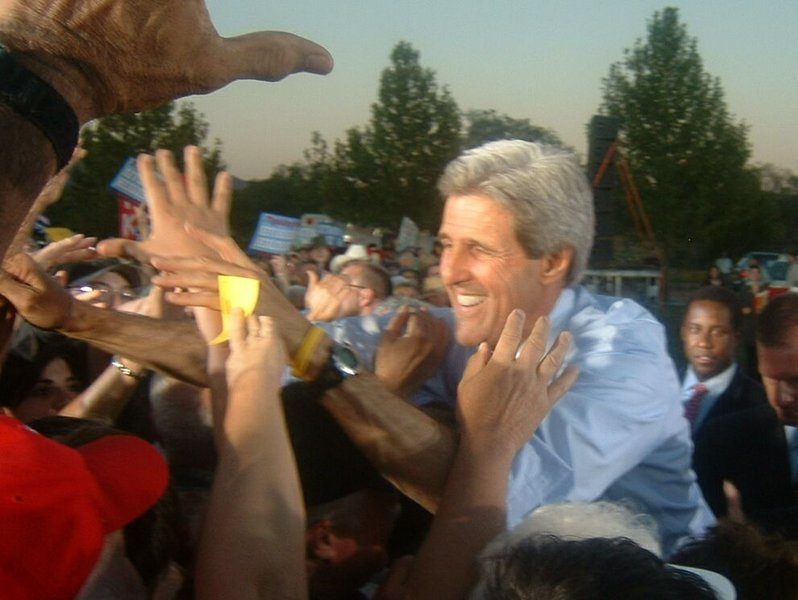
Джон Керрі в штаті Нью-Мексико

У 2004 році на первинних виборах кандидата у президенти від демократичної партії Керрі обійшов кількох суперників-демократів, включаючи сенатора від штату Північна Кароліна Джона Едвардса, колишнього губернатора Вермонту Говарда Діна і відставного генерала Веслі Кларка. Перемога на партійних нарадах у штаті Айова змусила повірити у його успіх після невдалої кампанії у Нью-Гемпширі і 3 лютого у головних штатах, таких як Аризона, Південна Кароліна та Нью-Мексико. Потім Керрі отримав значну перемогу у штатах Невада та Вісконсин і таким чином став кандидатом у президенти від демократичної партії. 6 липня 2004 року він оголосив про вибір Джона Едвардса як кандидата на посаду віце-президента. Радник Керрі по кампанії 2004, стратег-демократ Боб Шрам написав статтю у журналі Time, у якій заявив, що після вибору Едвардса, Керрі сказав, що ніколи не вибрав би Едвардса і що з того часу Едвардс та Керрі взагалі перестали розмовляти один з одним. З'явившись у програмі каналу АВС This Week Керрі відкинув затвердження Едвардса, назвавши їх "сміховинною втратою часу ".
20 вересня штаби Буша і Керрі склали 32-сторінковий меморандум взаєморозуміння, який охоплює найдрібніші деталі взаємних дебатів. Суперники тричі (30 вересня, 8 і 13 жовтня) зустрічалися у дебатах, опитування після дебатів показали перевагу Керрі.
На виборах 3 листопада 2004 року Керрі, який набрав 59,03 млн голосів (48 % голосів електорату) поступився Джорджу Бушу, який набрав 62,04 млн голосів (51 % голосів електорату). У підсумку Керрі набрав 252 голосів вибірників, один з яких віддав свій голос за Джона Едвардса, Буш набрав 286 голосів вибірників. Хоча у ході голосування і спалахували суперечки, у жодному зі штатів не виникла ситуація подібна ситуації 2000 року у штаті Флорида. Хоча при підрахунку голосів у штатах Флорида та Огайо і виникли розбіжності у 20 відсотків голосів, суперники прийняли результати кампанії. Керрі у телефонній розмові з Бушем визнав свою поразку та привітав свого суперника з перемогою на виборах.

## Діяльність після президентських виборів
Одразу після виборів деякі демократи назвали Керрі можливим учасником виборів-2008 кандидата у президенти від демократичної партії. Брат Керрі заявив, що подібна кампанія «реальна», сам сенатор на прощальній вечірці, влаштованій для штабу кампанії, заявив: «Завжди є ще чотири роки» 

Керрі заснував комітет «Keeping America's Promise» для збору грошей та підтримки кандидатів від Демократичної партії на передвиборчих кампаніях у штатах і на федеральному рівні. У 2005 році Керрі зібрав для цієї мети понад 5,5 мільйонів доларів. Згідно зі звітом понад 15 мільйонів доларів, що залишилися після проведення його президентської кампанії, розійшлося для підтримки різних партійних комітетів і 179 кандидатів на вибори до Конгресу, Сенат, місцеві вибори та вибори у 42 штатах, де особливу увагу було приділено проміжним виборам протягом останніх двох років. Як заявив голова національного комітету по кампаніям Демократичної партії (DCSS) Гасан Немазі, «У сумі Керрі зробив більше, ніж будь-який інший сенатор».
10 січня 2008 року Керрі підтримав молодшого сенатора від Іллінойсу Барака Обаму у його президентській кампанії.
Про Керрі згадували як про можливого кандидата у віце-президенти, але у результаті було обрано сенатора Джо Байдена. Після вибору Байдена про Керрі заговорили як про можливого кандидата на пост державного секретаря, в адміністрації Обами, але у підсумку на цей пост було призначено сенатор Гілларі Клінтон.

### Перевибори та положення в Сенаті
Керрі переобирався до Сенату в 1990, 1996 (після перемоги на перевиборах над губернатором Массачусетсу республіканцем Вільямом Велденом) у 2002 та 2008. 24 січня 2007 року Керрі заявив про те, що не братиме участі у президентських виборах-2008, оскільки буде балотуватися до Сенату на 5-й термін. 16 вересня 2008 року на первинних виборах від демократичної партії Керрі вперше за 24 роки вступив у боротьбу з конкурентом — прокурором Едом О'Рейлі. Керрі переміг на виборах від 17 вересня 2008 набравши 339 925 голосів (68,87 %), О'Рейлі набрав 153 636 голосів (31,13 %). На головних виборах у листопаді Керрі переміг кандидата-республіканця Джеффа Бітті, набравши 2/3 голосів.
У січні 2009 Керрі замінив Джо Байдена на посаді голови сенатського комітету з закордонних відносин 

2009 року Керрі займає 13-е місце за віком серед 99 сенаторів. Однак тривалий час він залишався молодшим сенатором. На 111-му конгресі США Керрі був найстаршим за віком молодшим сенатором. У вівторок 25 серпня 2009 після смерті сенатора Теда Кеннеді Керрі став старшим сенатором (та єдиним представником штату Массачусетс). На похоронах Теда Кеннеді Керрі ніс труну з тілом свого колеги.

### На посаді державного секретаря США

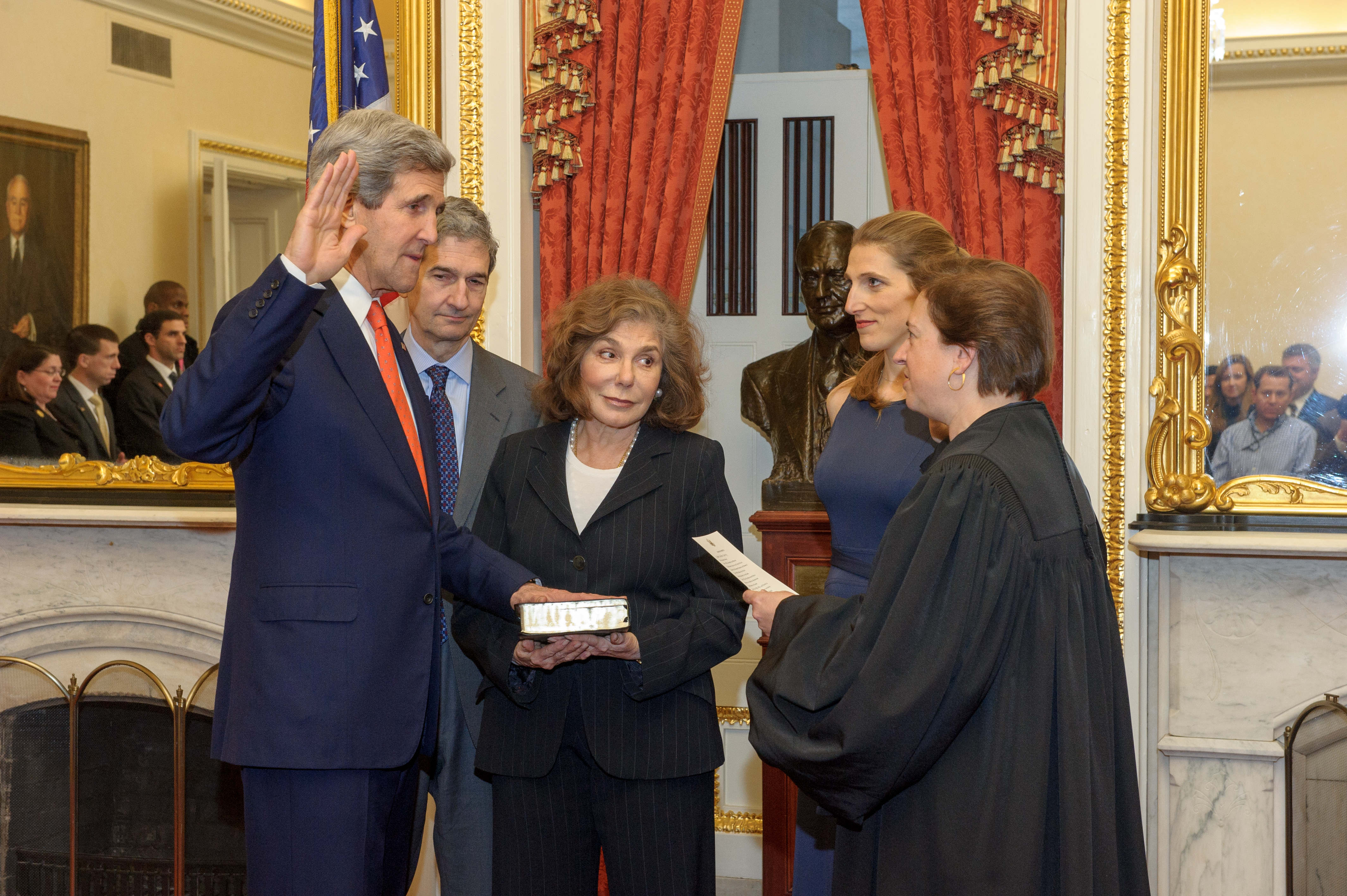
Суддя Єлена Каган приймає присягу у Джона Керрі перед його вступом на посаду держсекретаря, 1 лютого 2013 року.

15 грудня 2012 року у декількох випусках новин було зазначено, що президент Барак Обама збирається номінувати кандидатуру Джона Керрі на посаду держсекретаря США на зміну Гілларі Родем Клінтон. Попередня кандидатура дипломата Сьюзен Райс була відкинута після того як вона дозволила собі висловлювання на підтримку нападу на американське посольство у Бенгазі 2012 році внаслідок чого піднялася хвиля її критики. 21 грудня Обама висунув кандидатуру Керрі, це рішення отримало позитивні відгуки. 24 січня 2013 комітет Сенату з зовнішньої політики провів слухання Керрі з приводу призначення на посаду держсекретаря (вперше він вступав перед цим комітетом 1971 року). 29 січня Комітет після таємного голосування схвалив призначення Керрі, у той же день Сенат голосуванням схвалив кандидатуру Керрі (94 голоси — за, 3 проти (Джим Інхоф від штату Оклахома, Джон Корнин та Тед Круз від штату Техас), 2 утрималися (Джон Гувен від штату Північна Дакота та Патті Мюррей від штату Вашингтон). У листі губернатору штату Массачусетс Деваль Патріку Керрі оголосив що з 1 лютого 2013 залишає пост сенатора. У цей день Керрі склав присягу державного секретаря США. Хоча до 1997 року цю посаду займали білі чоловіки, Керрі став першим білим чоловіком за останні 16 років, що зайняв цей пост.

### Російська збройна агресія проти України
5 лютого 2015 року під час візиту до Києва Керрі заявив, що США будуть гарантом миру в Україні. Свій виступ Керрі почав словами:

Народ США показує свою рішучу підтримку народу України.

8 лютого у Мюнхені під час переговорів з главою МЗС РФ Сергієм Лавровим Керрі попередив, що у випадку ескалації конфлікту в Україні Росії доведеться заплатити велику ціну.

## Особисте життя
Зріст Керрі — 193 см. Він захоплюється полюванням, серфінгом, віндсерфінгом, грає у хокей, музикує на бас-гітарі. Згідно з інтерв'ю журналу «Rolling Stone» 2004 року, він фанат рок-груп «Бітлз» (його улюблений альбом — «Abbey Road») та «Роллінг Стоунз», шанувальник творчості музикантів Джимі Гендрікс та Джиммі Баффета. Він заявив, що йому ніколи не подобався музичний жанр «важкий метал». 2004 року Керрі вибрав пісню Брюса Спрінгстіна «No Surrender» як один з гімнів своєї передвиборчої кампанії. Пізніше він вибрав пісню ірландської рок-групи U2 «Beautiful Day» як офіційний гімн кампанії.
Журнал Sports Illustrated описував Керрі як завзятого велосипедиста,
 що їздить головним чином на дорожньому велосипеді. Перед президентськими перегонами він взяв участь у декількох тривалих велопробігах («сотнях»). Навіть під час своїх виборчих кампаній він знаходив час відвідувати велосипедні магазини у своєму штаті. Під час зупинок у готелях його помічники вимагають установки велотренажерів у кімнатах Керрі. 
Сенатор трохи володіє французькою .
2003 року у Керрі було виявлено рак простати, сенатор переніс операцію без супутньої променевої терапії, курс лікування пройшов успішно.

### Сім'я
1970 року Керрі одружився з Джулією Торн, у них народилися дочки Олександра та Ванесса. Олександра народилася 5 вересня 1973, перед навчанням Керрі у юридичній школі. Закінчивши університет Брауна, вона отримала свій M.F.A. у червні 2004 року від Консерваторії AFI. Вона режисер документальних фільмів. Ванесса народилася 31 грудня 1976. Як і її дід, вона закінчила академію Філіпс та Єльський університет. Також вона відвідувала Медичну школу Гарварда, зараз вона майстер програми медичних полісів у Лондоні. Обидві дочки допомагали в передвиборчій кампанії батька у 2004 році.

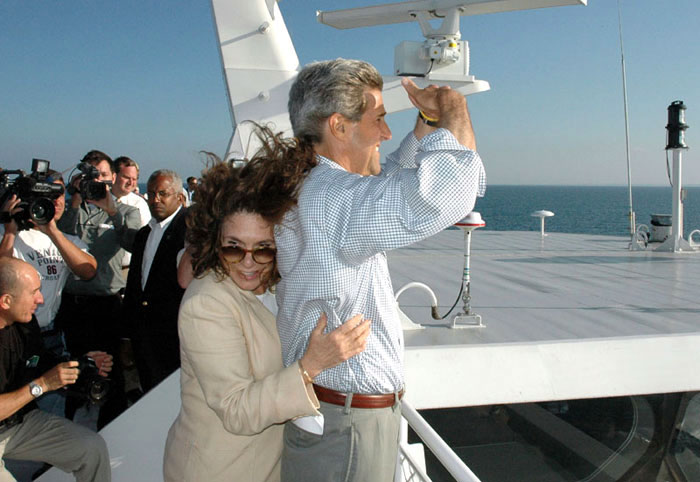
Керрі з дружиною Терезою на борту порома під час його президентської кампанії-2004

1982 року Торн, що страждала від важкої депресії, попросила Керрі про розлучення. Вони розлучилися 25 липня 1988. Шлюб було офіційно анульовано католицькою церквою 1997 року. «Після 14 років шлюбу з політиком політика для мене асоціюється лише з гнівом, страхом та самотністю» — писала вона у своїй книзі про депресію «Вибір серця». Потім Торн одружилася з архітектором Річардом Чарльзвортом та переїхала до Бозмену (Монтана), де взяла участь у місцевій групі з захисту довкілля, такою як Велика Єллоустонський коаліція. Торн допомагала Керрі у президентській гонці 2004. Вона померла від раку у квітні 2006.
Керрі і його друга дружина Тереза Сімое-Феррейра Гейнц, вдова сенатора від Пенсільванії Джона Х. Гейнца та колишня перекладачка ООН, були представлені одне одному Гейнцем на зборі Дня Землі у 1992. Після знайомства вони не зустрічалися аж до смерті Гейнца на саміті ООН з розвитку та навколишнього середовищі у Ріо-де-Жанейро. Вони одружилися 26 травня 1995 у Нантакеті. У Керрі є три пасинки — сини Терези від першого шлюбу — Джон Х. Гейнц IV, Андре Гейнц та Крістофер Гейнц, що одружився з Олександрою де Рюйтер Левіс 10 лютого 2007. Дружина старша Керрі на 5 років.

### Оцінки фінансового стану Керрі
За оцінкою огляду Форбс 400, Тереза Гейнц Керрі у 2004 володіла статками у 750 мільйонів доларів. Відповідно до дослідження каліфорнійської газети Los Angeles Times, оцінки розходяться від 165 мільйонів до 3,32 мільярдів. Керрі вважається найбагатшим сенатором США. Крім власного статку, він володіє, щонайменше, чотирма концернами, які перейшли йому від членів родини Форбс, у тому числі від його матері, яка померла у 2002. Журнал «Форбс» встановив, що якби Керрі переміг на президентських виборах, він став би третім найбагатшим президентом в історії США (якщо врахувати інфляцію). Джон Керрі та Тереза Гейнц підписали шлюбний договір про окреме володіння майном, хоча податки вони платять зі всього подружнього майна. Фінансова декларація Керрі оцінює його особисте майно у межах від 409 000 до 1,8 млн, майно, яким він володіє спільно з дружиною, оцінюється у межах від 300 000 до 600 000.

### Ставлення до релігії
Керрі, як католик, заявив, що носить із собою вервицю-розарій, книгу-молитовник та медаль святого Христофора (покровителя мандрівників), коли знаходиться у поїздках. Керрі налаштований проти абортів, але підтримує права жінок, що породжує його розбіжності з католицькою церквою. подібні тертя з церквою відбуваються і в інших політиків католицького віросповідання: Рудольфа Джуліані, Джорджа Патакі, Ненсі Пелосі та Арнольда Шварценеггера. Говорячи про своє віросповідання, Керрі заявив: «Я хотів стати священиком. Я був дуже релігійний під час навчання у Швейцарії. Я був хлопчиком при вівтарі і весь час молився. Я дуже зосереджувався на месах у церкві». Він також сказав, що «послання ап. Павла» надихнули та навчили його головним чином «не відчувати провини за собою».
Згідно з журналом «Християнство сьогодні», Керрі сказав про свою віру:
«Я католик та католик насправді, але у той же час мої вуха відкриті для багатьох загальних виразів про духовність, які прийшли з різних релігій…. Я приділяю деякий час читанню та роздумам (про релігію) та намагаюся вивчити її. У мене немає почуття розбіжностей, швидше почуття спільності багатьох стількох різних шляхів, системного значення коренів та спільності Тори, Корану та Біблії й основної історії, яку ми всі проходимо і яка нас дійсно єднає».

### Офіційні джерела
- JohnKerry.com — офіційний політичний вебсайт Джона Керрі
- Kerry' s military records — from JohnKerry.com via the Internet Archive
- John Kerry for Senate [Архівовано 28 жовтня 2020 у Wayback Machine.] — Офіційний сенаторський вебсайт кампанії 2008 по переобранню
- John Kerry's Online Office — Офіційний сенаторський сайт
- Campaign for Our Country — PAC led by Kerry

### Преса
- Gibbs, Nancy and Waller, Douglas, [ https://web.archive.org/web/20040218185729/http://www.time.com/time/covers/1101040209/ What Kind of President Would Kerry Be ?], Time, February 9, 2004
- Joe Klein «The Long War of John Kerry: Can a Massachusetts Brahmin become President?», The New Yorker , December 2, 2002.
- Kranish, Michael, [ http://www.boston.com/globe/nation/packages/kerry/ [Архівовано 5 червня 2004 у Wayback Machine.] John Kerry: Candidate in the making], The Boston Globe , June 15, 2003
- The 2004 Debates
- The New Soldier, John Kerry's book [Архівовано 4 лютого 2013 у Wayback Machine.]
- [ http://newsvote.bbc.co.uk/mpapps/ [Архівовано 1 липня 2003 у Wayback Machine.] pagetools/print/news.bbc.co.uk/1/hi/world/americas/3003306.stm Profile: John Kerry], BBC News
- Frontline: the choice 2004 [Архівовано 7 лютого 2013 у Wayback Machine.] — Thorough two-hour special comparing Kerry and Bush
- Black Political Task Force endorses John Kerry, 1984 on the WGBH series
- Ten O'clock News
- Researcher Alleges Potential Plagiarism in 11 Passages of Kerry's Writings [Архівовано 28 жовтня 2004 у Wayback Machine.]
- John Kerry 's complete 1971 statement before the Senate Foreign Relations Committee from National Review [Архівовано 26 березня 2009 у Wayback Machine.]
- Selections from John Kerry's 1971 statement before the Senate Foreign Relations Committee
- Kerry Interview [Архівовано 11 січня 2008 у Wayback Machine.] on The Hour with George Stroumboulopoulos
- Obama rally with John Kerry and Others MP3 on Feb. 2, 2008 in Sacramento, CA

### Інформація
- About.com: Genealogy — Предки Джона Керрі
- Заява від організації «В'єтнамські ветерани проти війни», квітень 1971.
- Дача показань Джоном Керрі перед Сенатом (комітетом Сенату з іноземних відносин).
- Результати голосування за сенатора від Массачусетсу Джона Керрі на 108-х виборах до Конгресу [Архівовано 28 березня 2015 у Wayback Machine.]
- Справа BCCI, доповідь комітету з закордонних відносин Сенату [Архівовано 15 січня 2013 у Wayback Machine.], виступили сенатори Джон Керрі і Хенк Браун, грудень 1992
- політичні пожертвування, зроблені Джоном Керрі
- Медалі Керрі за службу у В'єтнамі
- Tour of Duty — Уривок з книги Брінклі про службу у В'єтнамі Джона Керрі
- Irish Catholic or Czech Jew? [Архівовано 29 березня 2013 у Wayback Machine.]
- Лист Джона Керрі своїм батькам про загибель Річарда Першинга [Архівовано 2 листопада 2012 у Wayback Machine.] — 1968.
- SourceWatch Congresspedia — профіль Джона Керрі [Архівовано 23 квітня 2013 у Wayback Machine.]
- Rotten.com article